# Thomas Edison National Historical Park
Le Thomas Edison National Historical Park est une aire protégée américaine à West Orange, dans le comté d'Essex, au New Jersey. Établi le 30 mars 2009, ce parc historique national est un ancien site historique national créé dès le 5 septembre 1962 et inscrit au Registre national des lieux historiques depuis le 15 octobre 1966. Il protège des bâtiments liés à Thomas Edison.